# Nikola Kulezić
Nikola Kulezić (27. septembar 1988. Šabac) je umetnik, Ginisov i svetski rekorder.
Nikola Kulezić rođen je 27. septembra 1988. godine u Šapcu. Ceo svoj život posvetio je svojoj profesiji i do sada nanizao je mnogobrojne uspehe:
- 2012. godine objavio je knjigu Ispovesti iz salona, a inspiracija su mu bili njegovi klijenti iz salona za ulepšavanje.
- 2013. godine upisan je u Ginisovu knjigu rekorda za najdužu nadograđenu kosu na svetu koja je iznosila 820.29m i samim tim postao je Ginisov rekorder.
- 2014. godine obara svetski rekord za najvišu podignutu kosu na svetu (čiroki) koja je iznosila 120cm. Taj rekord je bio humanitarnog karaktera i Nikola ga je posvetio Stefanu Đorđeviću iz Lebana kome je potrebna transplantacija srca.
- 2015. godine začetnik veletherapy u Evropi, što ga dovodi u sam vrh popularnosti.
- 2022. godine objavio je roman Prljave venčanice, a takođe objavljuje i istoimenu pesmu za koju potpisuje melodiju i tekst.

Danas je poznat po preobražajima fizičkog izgleda(šminka i frizura) i sprema nove projekte kao što su televizijske emisije, roman i mnoga druga dostignuća.

## Spoljašnje veze
- „Srpski frizer ispleo kiku od 820 metara! - Vesti - Reportaža/Srbija - ALO![[Категорија:Ботовски наслови]]”. Архивирано из оригинала 10. 2. 2015. г. Приступљено 9. 11. 2017. Сукоб URL—викивеза (помоћ)